# Commonwealth Bank Tournament of Champions 2010
Il Commonwealth Bank Tournament of Champions 2010 è stato un torneo di tennis giocato sul cemento indoor. È stata la 2ª edizione dell'evento, che fa parte della categoria International nell'ambito del WTA Tour 2010. Il torneo si è giocato al Bali International Convention Centre di Bali in Indonesia dal 1° al 4 novembre 2010.

## Format del torneo
Quest'anno il torneo è stato in un formato diverso rispetto al Commonwealth Bank Tournament of Champions 2009. Il torneo è stato composto da 8 giocatrici (di cui due wild card) in un formato ad eliminazione diretta. Vi hanno partecipano le giocatrici che hanno vinto almeno un torneo WTA International con il ranking più elevato.

## Qualificate
| Rankin WTA singolare (1º novembre 2010) |                          |         |                                   |
| Testa di serie                          | Giocatrice               | Ranking | Vittorie                          |
| 1                                       | Li Na                    | 11      | AEGON Classic                     |
| 2                                       | Aravane Rezaï            | 18      | Swedish Open                      |
| 3                                       | Anastasija Pavljučenkova | 20      | Monterrey Open, Istanbul Cup      |
| 4                                       | Yanina Wickmayer         | 22      | ASB Classic                       |
|                                         | Ana Ivanović             | 24      | Generali Ladies Linz              |
|                                         | Alisa Klejbanova         | 27      | Malaysian Open, Hansol Korea Open |
|                                         | Daniela Hantuchová       | 31      | Wild card                         |
|                                         | Kimiko Date Krumm        | 53      | Wild card                         |

## Testa a testa
|                          | Li Na | Rezaï | Pavljučenkova | Wickmayer | Ivanović | Klejbanova | Hantuchová | Date Krumm | Totale | Stagione V-S |
| ------------------------ | ----- | ----- | ------------- | --------- | -------- | ---------- | ---------- | ---------- | ------ | ------------ |
| Li Na                    |       | 2–0   | 0–1           | 0–1       | 1–0      | 1–0        | 2–2        | 0–0        | 6–4    | 36–19        |
| Aravane Rezaï            | 0–2   |       | 1–2           | 0–1       | 0–2      | 2–4        | 0–1        | 0–0        | 3–12   | 36–24        |
| Anastasija Pavljučenkova | 1–0   | 2–1   |               | 1–0       | 0–2      | 1–1        | 4–1        | 0–1        | 9–6    | 40–21        |
| Yanina Wickmayer         | 1–0   | 1–0   | 0–1           |           | 0–0      | 1–1        | 0–4        | 2–0        | 5–6    | 43–20        |
| Ana Ivanović             | 0–1   | 2–0   | 2–0           | 0–0       |          | 3–3        | 3–1        | 0–0        | 10–5   | 30–20        |
| Alisa Klejbanova         | 0–1   | 4–2   | 1–1           | 1–1       | 3–3      |            | 1–1        | 0–1        | 10–10  | 31–23        |
| Daniela Hantuchová       | 2–2   | 1–0   | 1–4           | 4–0       | 1–3      | 1–1        |            | 0–2        | 10–12  | 34–23        |
| Kimiko Date Krumm        | 0–0   | 0–0   | 1–0           | 0–2       | 0–0      | 1–0        | 2–0        |            | 4–2    | 25–18        |

## Punti e montepremi
Il montepremi del Commonwealth Bank Tournament of Champions 2010 ammonta a 600,000 dollari.
| Turno            | Montepremi | Punti |
| ---------------- | ---------- | ----- |
| Campionessa      | 210 000 $  | 375   |
| Finalista        | 120 000 $  | 255   |
| 3º posto         | 70 000 $   | 180   |
| 4º posto         | 60 000 $*  | 165   |
| Quarti di finale | 35 000 $   | 75    |

- 50 000 $ in caso di abbandono

## Calendario

### Giorno 1 (4 novembre)
| Incontri sul Campo Centrale                         | Incontri sul Campo Centrale | Incontri sul Campo Centrale  | Incontri sul Campo Centrale |
| Gruppo                                              | Vincitrice                  | Perdente                     | Punteggio                   |
| --------------------------------------------------- | --------------------------- | ---------------------------- | --------------------------- |
| Quarti di finale                                    | Ana Ivanović                | Anastasija Pavljučenkova [3] | 6–0, 6–1                    |
| Quarti di finale1                                   | Kimiko Date Krumm [WC]      | Li Na [1]                    | 6–4, 3–6, 6–4               |
| 1° match iniziato alle 17:30 1Non prima delle 20:00 |                             |                              |                             |

### Giorno 2 (5 novembre)
| Incontri sul Campo Centrale                         | Incontri sul Campo Centrale | Incontri sul Campo Centrale | Incontri sul Campo Centrale |
| Gruppo                                              | Vincitrice                  | Perdente                    | Punteggio                   |
| --------------------------------------------------- | --------------------------- | --------------------------- | --------------------------- |
| Quarti di finale                                    | Alisa Klejbanova            | Aravane Rezaï [2]           | 6–1, 6–2                    |
| Quarti di finale1                                   | Daniela Hantuchová [WC]     | Yanina Wickmayer [4]        | 6–4, 7–6(4)                 |
| 1° match iniziato alle 17:30 1Non prima delle 20:00 |                             |                             |                             |

### Giorno 3 (6 novembre)
| Incontri sul Campo Centrale                           | Incontri sul Campo Centrale | Incontri sul Campo Centrale | Incontri sul Campo Centrale |
| Gruppo                                                | Vincitrice                  | Perdente                    | Punteggio                   |
| ----------------------------------------------------- | --------------------------- | --------------------------- | --------------------------- |
| Semifinali                                            | Ana Ivanović                | Kimiko Date Krumm [WC]      | 7–5, 6–7(5), 6–2            |
| Semifinali1                                           | Alisa Klejbanova            | Daniela Hantuchová [WC]     | 6–3, 6–1                    |
| 1° match è iniziato alle 14:00 1Non prima delle 16:00 |                             |                             |                             |

### Giorno 4 (7 novembre)
| Incontri sul Campo Centrale                              | Incontri sul Campo Centrale | Incontri sul Campo Centrale | Incontri sul Campo Centrale |
| Gruppo                                                   | Vincitrice                  | Perdente                    | Punteggio                   |
| -------------------------------------------------------- | --------------------------- | --------------------------- | --------------------------- |
| Finale 3º posto                                          | Kimiko Date Krumm [WC]      | Daniela Hantuchová [WC]     | 7–5, 7-5                    |
| Finale1                                                  | Ana Ivanović                | Alisa Klejbanova            | 6–2, 7–6(5)                 |
| Il 1° match è iniziato alle 14:00 1Non prima delle 16:00 |                             |                             |                             |

## Singolare
Ana Ivanović ha battuto in finale  Alisa Klejbanova con il punteggio di 6–2, 7–6(5)